# Шајо
Шајо или Слана (мађ. Sajó, слч. Slaná), је река Словачке и Мађарске. Река извире у Ниским Татрама поред места Добшина (слч. Dobšiná), у Словачкој, а улива се у реку Тису.

## Одлике
Од укупне 229 km дужине тока реке, 110 km припада Словачкој, а 119 km Мађарској. У делу тока кроз Словачку река пролази поред града Рожњава (слч. Rožňava), а у току кроз мађарску жупанију Боршод-Абауј-Земплен (мађ. Borsod-Abaúj-Zemplén), тече поред Мишколца и Тисаујвароша где се и спаја са Тисом.